# Arley Palacios
Arley Palacios (Chigorodó, Antioquia; 10 de julio de 1973) es un exfutbolista y entrenador colombiano. Jugaba como defensor. Su hermano Ever "Shaka" Palacios también fue jugador.

## Clubes
| Club                   | País           | Año         |
| ---------------------- | -------------- | ----------- |
| Independiente Medellín | Colombia       | 1997        |
| MetroStars             | Estados Unidos | 1998        |
| Miami Fusion           | Estados Unidos | 1999        |
| Atlético Nacional      | Colombia       | 2000        |
| Xiamen Lanshi          | China          | 2001 - 2003 |
| Sichuan FC             | China          | 2003        |
| Xiamen Lanshi          | China          | 2004        |
| Independiente Medellín | Colombia       | 2004        |
| Envigado F. C.         | Colombia       | 2005        |
| Macará                 | Ecuador        | 2006        |
| Boyacá Chicó           | Colombia       | 2007 - 2008 |
| Atlético Bucaramanga   | Colombia       | 2008        |
| América de Cali        | Colombia       | 2009        |
| Patriotas Boyacá       | Colombia       | 2009 - 2010 |

## Palmarés

### Títulos nacionales
| Título          | Club         | País     | Año  |
| --------------- | ------------ | -------- | ---- |
| Torneo Apertura | Boyacá Chicó | Colombia | 2008 |